# Juan Tutau y Verges
Juan Tutau y Verges (Figueras, 21 de agosto de 1829-Figueras, 13 de julio de 1893) fue un economista y político español, ministro de Hacienda durante la I República Española. 
Dedicado a la actividad comercial ejercida por su familia, no inició su carrera política hasta que con la Revolución de 1854, y de la mano de Abdón Terradas, fue elegido segundo alcalde de Barcelona y asumió el mando de un batallón de las milicias de la ciudad. La disolución al año siguiente del ayuntamiento republicano lleva a Tutau al exilio en Francia de donde regresará en 1856 para unirse a los demócratas de Figueras y seguir luchando contra el gobierno. Una nueva derrota le lleva nuevamente al país vecino hasta que amnistiado regresa en 1858 para apartarse de toda actividad política.
Con el triunfo de la Revolución de 1868 retorna a la actividad política siendo elegido diputado por Gerona en las elecciones de 1869 resultando reelegido en los sucesivos comicios celebrados hasta 1873.
Fue ministro de Hacienda entre el 24 de febrero y el 11 de junio de 1873 en un gabinete que presidió Estanislao Figueras, tras lo cual se retiró de la vida política.
| Predecesor: José Echegaray Eizaguirre | Ministro de Hacienda 24 de febrero-11 de junio de 1873 | Sucesor: Teodoro Ladico y Font |

- Datos: Q384582
- Multimedia: Juan Tutau y Verges / Q384582